# La Haute-Côte-Nord
La Haute-Côte-Nord ist eine regionale Grafschaftsgemeinde (französisch municipalité régionale de comté, MRC) in der kanadischen Provinz Québec.
Sie liegt in der Verwaltungsregion Côte-Nord und besteht aus neun untergeordneten Verwaltungseinheiten (eine Stadt, sieben Gemeinden und ein gemeindefreies Gebiet). Die MRC wurde am 1. Januar 1982 gegründet. Der Hauptort ist Les Escoumins. Die Einwohnerzahl beträgt 10.846 (Stand: 2016) und die Fläche 11.612,68 km², was einer Bevölkerungsdichte von 0,9 Einwohnern je km² entspricht.

## Gliederung
Stadt (ville)
- Forestville

Gemeinde (municipalité)
- Colombier
- Les Bergeronnes
- Les Escoumins
- Longue-Rive
- Portneuf-sur-Mer
- Sacré-Cœur
- Tadoussac

Gemeindefreies Gebiet (territoire non-organisé)
- Lac-au-Brochet

Auf dem Gebiet der MRC Caniapiscau liegt auch das Indianerreservat Essipit, das aber autonom verwaltet wird und eine Enklave bildet.

## Angrenzende MRC und vergleichbare Gebiete
- Manicouagan
- Charlevoix-Est
- Le Fjord-du-Saguenay